# Hibiscus escobariae
Hibiscus escobariae é uma espécie de angiospérmica da família das Malvaceae.
Apenas pode ser encontrada no Equador.
Os seus habitats naturais são: florestas secas tropicais ou subtropicais.